# Daiver Vega
Daiver Vega (Santa Marta, Magdalena, Colombia; 30 de mayo de 1976) es un futbolista colombiano. Hasta el mes de abril de 2024 estuvo vinculado formalmente al Unión Magdalena de la Categoría B de Colombia equipo en el que jugaba como delantero.

## Clubes
| Club              | País                 | Año           |
| ----------------- | -------------------- | ------------- |
| Unión Magdalena   | Colombia             | 2015-2018     |
| Valledupar F. C.  | Colombia             | 2019          |
| Unión Magdalena   | Colombia             | 2019-2024     |
| Cibao Fútbol Club | República Dominicana | 2025-presente |

## Palmarés

### Títulos nacionales
| Título              | Club            | País     | Año     |
| ------------------- | --------------- | -------- | ------- |
| Categoría Primera A | Unión Magdalena | Colombia | 2021-II |